# Aeschnosoma
Aeschnosoma – rodzaj ważek z rodziny szklarkowatych (Corduliidae). Obejmuje gatunki występujące w Ameryce Południowej.

## Systematyka
Rodzaj Aeschnosoma utworzył w 1870 roku Edmond de Sélys Longchamps dla nowo odkrytego gatunku Aeschnosoma elegans. Opis gatunku został opublikowany dopiero w 1871 roku wraz z opisami dwóch innych taksonów z tego rodzaju – A. forcipula i A. rustica (ten drugi został w 2005 roku wydzielony do monotypowego rodzaju jako Schizocordulia rustica); w tej samej publikacji Sélys zamieścił też dokładniejszy niż poprzednio opis rodzaju. Obecnie (2025) do Aeschnosoma zaliczanych jest 9 gatunków, z czego 4 opisano w 2012 roku.

### Podział systematyczny
Do rodzaju należą następujące gatunki:
- Aeschnosoma auripennis Geijskes, 1970
- Aeschnosoma elegans Selys, 1871
- Aeschnosoma forcipula Hagen in Selys, 1871
- Aeschnosoma hamadae Fleck & Neiss, 2012
- Aeschnosoma heliophila Fleck, 2012
- Aeschnosoma louissiriusi Fleck, 2012
- Aeschnosoma marizae Santos, 1981
- Aeschnosoma pseudoforcipula Fleck, De Marmels & Hamada, 2012
- Aeschnosoma yelenae Fleck & Mézière, 2024